# I Hate Music (Bernstein)
I Hate Music: A cycle of Five Kid Songs for Soprano and Piano (Odio la musica: un ciclo di cinque canzoni per bambini per soprano e pianoforte) è un ciclo di canzoni del 1943 di Leonard Bernstein.

## Storia
Un'esecuzione completa del brano richiede circa 7 minuti. Il brano è stato eseguito in anteprima alla Lenox Public Library di Lenox, Massachusetts, il 24 agosto 1943. Bernstein eseguì il brano alla sua prima con il soprano Jennie Tourel. Bernstein e la Tourel eseguirono di nuovo il lavoro il 13 novembre 1943 al debutto della Tourel al municipio di New York.
Il ciclo di canzoni è dedicato da Bernstein al suo amico Edys Merril, che era il suo coinquilino al momento della composizione. Si dice che Merrill abbia pronunciato la frase "Odio la musica" a causa della sua esasperazione per il continuo suonare il piano di Bernstein e per le prove dei cantanti.
Il critico Virgil Thomson lo ha descritto come "spiritoso, vivo e abilmente modellato" sul New York Herald Tribune.
Nelle note per il pezzo Bernstein scrive che quando si eseguono le canzoni "... la timidezza deve essere assiduamente evitata. La dolcezza naturale e non forzata delle espressioni dei bambini non può mai essere indorata con successo; piuttosto perverrà attraverso la musica in proporzione alla dignità e comprensione raffinata del cantante". Il pezzo è scritto per il personaggio di una bambina di 10 anni.
La canzone del titolo ha aperto Highbrow/Lowbrow: An American Sampler, un concerto del 1991 alla Merkin Hall di Manhattan. La rivista New York lo ha descritto come "riassumere abilmente l'atteggiamento biforcuto di lunga data di questo paese nei confronti delle arti in generale: un desiderio disperato di alta cultura da un lato e un profondo sospetto per essa dall'altro".
Il soprano Barbara Bonney ha eseguito I Hate Music in un recital del 1994 alla Wigmore Hall di Londra. Musical Opinion ha descritto il pezzo come "irresistibilmente spiritoso". La Bonney ha incluso il pezzo nel suo album del 2005 della Onyx Records, My Name is Barbara. L'album prende il nome dalla prima canzone di I Hate Music.

## Canzoni
1. "My Name Is Barbara"
2. "Jupiter Has Seven Moons"
3. "I Hate Music!"
4. "A Big Indian and a Little Indian"
5. "I'm a Person Too"